# 2022年北京オリンピックのノルウェー選手団
2022年北京オリンピックのノルウェー選手団は、2022年2月4日から2月20日まで中華人民共和国の北京で開催された2022年北京オリンピックのノルウェー選手団の名簿。

## メダリスト
2010年バンクーバーオリンピックのアメリカ合衆国選手団の37個と並んだ。
| メダル | 選手 | 競技                   | 種目                      | 日付    |
| ------ | --- | ---------------------- | ------------------------- | ------- |
| 金     | テレーセ・ヨーハウグ | クロスカントリースキー | 女子15kmスキーアスロン    | 2月5日  |
| 金     | マルテ・オルスブ・ロイセラン ティリル・エックホフ タリヤイ・ベー ヨハンネス・ティングネス・ベー                                                                                   | バイアスロン           | 男女混合4x6kmリレー       | 2月5日  |
| 金     | ヨハンネス・ヘスフロト・クレボ | クロスカントリースキー | 男子個人スプリント        | 2月8日  |
| 金     | ビルク・ルード | フリースタイルスキー   | 男子ビッグエア            | 2月9日  |
| 金     | テレーセ・ヨーハウグ | クロスカントリースキー | 女子10kmクラシカル        | 2月10日 |
| 金     | マルテ・オルスブ・ロイセラン | バイアスロン           | 女子7.5kmスプリント       | 2月11日 |
| 金     | ヨハンネス・ティングネス・ベー | バイアスロン           | 男子10kmスプリント        | 2月12日 |
| 金     | マリウス・リンヴィク | スキージャンプ         | 男子個人ラージヒル        | 2月12日 |
| 金     | マルテ・オルスブ・ロイセラン | バイアスロン           | 女子10kmパシュート        | 2月13日 |
| 金     | ストゥルラ・ホルム・ラグライ タリヤイ・ベー ヨハンネス・ティングネス・ベー ベトレ・ショースタ・クリスティアンセン                                                                 | バイアスロン           | 男子4x7.5kmリレー         | 2月15日 |
| 金     | ハルゲイル・エンゲブローテン ペーダー・コングスハウグ スベレ・ルンデ・ペーデルセン                                                                                                | スピードスケート       | 男子団体パシュート        | 2月15日 |
| 金     | ヨルゲン・グローバク | ノルディック複合       | 男子個人ラージヒル/10km   | 2月15日 |
| 金     | エリック・ヴァルネス ヨハンネス・ヘスフロト・クレボ | クロスカントリースキー | 男子団体スプリント        | 2月16日 |
| 金     | ヨルゲン・グローバク イェンス・ルロース・オフテブロ エスペン・ビョルンスタ エスペン・アンデルセン                                                                                 | ノルディック複合       | 男子団体ラージヒル/4x5km  | 2月17日 |
| 金     | ヨハンネス・ティングネス・ベー | バイアスロン           | 男子15kmマススタート      | 2月18日 |
| 金     | テレーセ・ヨーハウグ | クロスカントリースキー | 女子30kmフリー            | 2月20日 |
| 銀     | クリスティン・スカスリエン マグヌス・ネードレゴッテン | カーリング             | 混合ダブルス              | 2月8日  |
| 銀     | ヨルゲン・グローバク | ノルディック複合       | 男子個人ノーマルヒル/10km | 2月9日  |
| 銀     | アレクサンデル・オーモット・キルデ | アルペンスキー         | 男子複合                  | 2月10日 |
| 銀     | エミル・イヴェルセン ポール・ゴルベルグ ハンス・クリステル・ホルン ヨハンネス・ヘスフロト・クレボ                                                                                 | クロスカントリースキー | 男子4x10kmリレー          | 2月13日 |
| 銀     | タリヤイ・ベー | バイアスロン           | 男子12.5kmパシュート      | 2月13日 |
| 銀     | モンス・ロイスラン | スノーボード           | 男子ビッグエア            | 2月15日 |
| 銀     | イェンス・ルロース・オフテブロ | ノルディック複合       | 男子個人ラージヒル/10km   | 2月15日 |
| 銀     | ティリル・エックホフ | バイアスロン           | 女子12.5kmマススタート    | 2月18日 |
| 銅     | ハルゲイル・エンゲブローテン | スピードスケート       | 男子5000m                 | 2月6日  |
| 銅     | マルテ・オルスブ・ロイセラン | バイアスロン           | 女子個人15km              | 2月7日  |
| 銅     | アレクサンデル・オーモット・キルデ | アルペンスキー         | 男子スーパー大回転        | 2月8日  |
| 銅     | ヨハンネス・ティングネス・ベー | バイアスロン           | 男子個人20km              | 2月8日  |
| 銅     | ヨハンネス・ヘスフロト・クレボ | クロスカントリースキー | 男子15kmクラシカル        | 2月11日 |
| 銅     | タリヤイ・ベー | バイアスロン           | 男子10kmスプリント        | 2月12日 |
| 銅     | ティリル・エックホフ | バイアスロン           | 女子10kmパシュート        | 2月13日 |
| 銅     | セバスチャン・フォス＝ソレボーグ | アルペンスキー         | 男子回転                  | 2月16日 |
| 銅     | マルテ・オルスブ・ロイセラン | バイアスロン           | 女子12.5kmマススタート    | 2月18日 |
| 銅     | ホーバル・ホルメフィヨルド・ロレンセン | スピードスケート       | 男子1000m                 | 2月18日 |
| 銅     | ベトレ・ショースタ・クリスティアンセン | バイアスロン           | 男子15kmマススタート      | 2月18日 |
| 銅     | シメン・ヘグスタ・クリューゲル | クロスカントリースキー | 男子50kmフリー            | 2月19日 |
| 銅     | テア・ルイーセ・スティエルネスン マリア・テレーセ・トヴィベルグ ティモン・ハウガン ファビアン・ウィルケンス・ソルハイム ミナ・フュルスト・ホルトマン ラスムス・ウィンディングスタ | アルペンスキー         | 男女混合団体              | 2月20日 |

## 選手団
- 人員: 選手 83人
- 開会式旗手: チェーティル・ヤンスルード、クリスティン・スカスリエン（ノルウェー語版）[3]
- 閉会式旗手: マルテ・オルスブ・ロイセラン[4][5]

競技別選手数
| #    | 競技                   | 男子 | 女子 | 計 |
| ---- | ---------------------- | ---- | ---- | -- |
| 1    | アルペンスキー         | 10   | 4    | 14 |
| 2    | バイアスロン           | 6    | 6    | 12 |
| 3    | クロスカントリースキー | 8    | 8    | 16 |
| 4    | カーリング             | 5    | 1    | 6  |
| 5    | フリースタイルスキー   | 4    | 2    | 6  |
| 6    | ノルディック複合       | 5    | N/A  | 5  |
| 7    | スキージャンプ         | 5    | 3    | 8  |
| 8    | スノーボード           | 3    | 1    | 4  |
| 9    | スピードスケート       | 7    | 5    | 12 |
| 合計 | 合計                   | 53   | 30   | 83 |